# Departamento Sobremonte
Sobremonte es un departamento en la Provincia de Córdoba (Argentina).
El departamento se divide en 5 pedanías: Aguada del Monte, Caminiaga, Cerrillos, Chuña Huasi y San Francisco.

## Geografía

### Sismicidad
La sismicidad de la región de Córdoba es frecuente y de intensidad baja, y un silencio sísmico de terremotos medios a graves cada 30 años en áreas aleatorias. Sus últimas expresiones se produjeron:
- 22 de septiembre de 1908 (116 años), a las 17.00 UTC-3, con 6,5 Richter, escala de Mercalli VII; ubicación 30°30′0″S 64°30′0″O / -30.50000, -64.50000; profundidad: 100 km; produjo daños en este Departamento; en Deán Funes, Cruz del Eje y Soto, provincia de Córdoba, y en el sur de las provincias de Santiago del Estero, La Rioja y Catamarca[4]

- 16 de enero de 1947 (78 años), a las 2.37 UTC-3, con una magnitud aproximadamente de 5,5 en la escala de Richter (terremoto de Córdoba de 1947)[3]

- 28 de marzo de 1955 (69 años), a las 6.20 UTC-3 con 6,9 Richter: además de la gravedad física del fenómeno se unió el desconocimiento absoluto de la población a estos eventos recurrentes (terremoto de Villa Giardino de 1955)

- 7 de septiembre de 2004 (20 años), a las 8.53 UTC-3 con 4,1 Richter

- 25 de diciembre de 2009 (15 años), a las 21.42 UTC-3 con 4,0 Richter

## Gobiernos locales
El departamento comprende 4 gobiernos locales, cuyos ejidos municipales no son colindantes y por tanto no ocupan la totalidad del territorio departamental. 
Se encuentran categorizados en 1 municipio:
- San Francisco del Chañar

Y 3 comunas:
- Caminiaga
- Chuña Huasi
- Pozo Nuevo

## Demografía

### Estructura
Según el censo 2022 la población total del departamento es de 4 503 personas, repartidas en 
2 248 mujeres y 2 255 hombres, con un índice de masculinidad de 100,3 hombres por cada 100 mujeres. 
La edad mediana de la población es de 32 años (31 años entre las mujeres y 33 años entre los hombres).
El 12,6% de la población tiene más de 65 años (frente al 10,7% en 2010), y el 2,6% de la población tiene más de 80 años (frente al 2,4% en 2010)

### Salud y educación
El 55,9% de la población tiene al menos un tipo de cobertura de salud. 
Unas 1 321 personas asisten a algún tipo de establecimiento educativo de cualquier nivel y unas  187 personas tienen un título terciario o superior (6,7% sobre el total de la población instruida). La tasa de alfabetización es del 99,5

### Migraciones
De las personas residentes en el departamento, unas  279 (6,2% del total de población) nacieron en otra provincia, y unas  18 (0,4% del total de población) lo hicieron fuera del país, provenientes de:
- Colombia: 4 personas
- Brasil: 2 personas
- China: 2 personas
- Paraguay: 1 persona
- Perú: 1 persona
- Venezuela: 1 persona
- Ignorado: 7 personas

### Hogares
En el departamento hay un total de 1 989 viviendas  y 1 515 hogares. 
En cuanto al régimen de tenencia y regularidad de la propiedad de las viviendas, el 52,8% es propia, el 9,5% es alquilada, el 11,2% es cedida o prestada, y el resto se encuentra en otra situación.
El departamento registra los peores indicadores de infraestructura de la provincia, sobre el total de hogares,  872 (57,5% del total) tienen acceso a red pública de agua corriente,  solo  11 (0,7% del total) tienen desagüe y descarga a red pública cloacal, solo  4 (0,2% del total) tienen acceso a red pública de gas, y  443 (29,2% del total) tienen acceso a red de internet en la vivienda. 